# إتش ر. هاندلي
إتش ر. هاندلي (بالإنجليزية: H. R. Hundley)‏ هو مدير فني أمريكي، ولد في 10 أغسطس 1867 في مقاطعة لويزا في الولايات المتحدة، وتوفي في 24 يناير 1934 في غرانفيل في الولايات المتحدة.